# Belagerung von Thionville (1792)
1792

Porrentruy – Marquain – Quiévrain – Verdun – Thionville – Valmy – Lille – Mainz (1792) – Jemappes
1793

Aldenhoven I – Namur – Neerwinden – Mainz (1793) – Famars – Valenciennes (1793) – Arlon (1793) – Hondschoote – Meribel – Avesnes-le-Sec – Pirmasens – Toulon – Fontenay-le-Comte – Cholet – Lucon – Trouillas – Dünkirchen – Le Quesnoy – Menin I – Wattignies – Weißenburg I – Biesingen – Kaiserslautern I – Weißenburg II
1794

Boulou – Landrecis – Menin II – Mouscron – Martinique – Guadeloupe – Tourcoing – Tournai – Kaiserslautern II – San-Lorenzo de la Muga – 13. Prairial – Fleurus – Kaiserslautern III – Vosges – Aldenhoven II
1795

Cornwallis’ Rückzug – Genua – Groix – Hyeres – Handschuhsheim – Mainz (1795) – Mannheim – Loano
1796

Montenotte – Millesimo – Dego – Mondovì – Lodi – Borghetto – Castiglione – Mantua – Siegburg – Altenkirchen – Wetzlar – Kircheib – Kehl – Kalteiche – Friedberg  – Malsch – Neresheim – Sulzbach – Deining – Amberg – Würzburg – Neufundland – Rovereto – Bassano – Limburg – Biberach I – Emmendingen – Schliengen – Caldiero – Arcole – Irland
1797

Fall von Kehl – Rivoli (1797) – St. Vincent – Diersheim – Santa Cruz – Neuwied – Camperduin
Am Beginn des Ersten Koalitionskrieges marschierte im Feldzug von 1792 die Hauptarmee der Verbündeten unter Befehl des Herzogs von Braunschweig-Wolfenbüttel Karl Wilhelm Ferdinand von Koblenz über Luxemburg in Richtung der Champagne, man hatte bereits die Festungen Longwy und Verdun durch Kapitulation gewonnen.

## Anmarsch
Um die linke Flanke zu decken, erhielt Fürst Friedrich Wilhelm zu Hohenlohe-Kirchberg Befehl mit 20.000 Österreichern die Belagerung von Thionville zu übernehmen. Er brach am 1. August von Mannheim aus auf. Nach einigen Vorpostengefechten mit französischen Truppenabteilungen, die von Landau aus operierten, erreichte er am 22. August Merzig an der Saar. Am 29. überschritt er die Mosel bei Remich und wandte sich dann gegen Thionville.

## Umschließung
Da bei Metz ein französisches Korps von 20.000 Mann unter François-Christophe Kellermann stand, konnte Hohenlohe nur vorsichtig einschließen, sodass die Umschließung erst am 3. September vollendet wurde. Da Longwy und Verdun nach der Umschließung auch kapitulierten, rechneten alle auch hier mit einem schnellen Sieg. Aber der Kommandant Felix von Wimpffen verweigerte die Kapitulation; auch als das Korps bei Metz abgezogen war, war er nicht zur Kapitulation bereit.
Bereits seit dem 5. September wurde die Festung mit Bomben und Granaten beschossen. Man bereitete sich bereits auf den Sturm vor, als Hohenlohe den Befehl erhielt ein Teil seiner Truppen gegen Clermont-en-Argonne zu schicken und die Belagerung in eine Blockade zu wandeln. Diese Blockade sollte vom FML Oliver Remigius von Wallis (1742–1799) kommandiert werden. Hohenlohe zog am 10. September mit 6 Bataillonen und 14 Schwadronen ab. Die verbliebenen Truppen waren zu schwach um gleichzeitig die Besatzungen der Festungen von Metz und Saarlouis zu halten. Daher wurde General Graf Karl Eugen zu Erbach-Schönberg, der mit 6 Bataillonen und 6 Schwadronen als Schutz für die Magazine in Speyer stand, als Verstärkung herangezogen. Dafür gelang es den Franzosen am 18. September 2 Bataillone von Metz nach Thionville zu bringen und die Besatzung auf 5000 Mann zu verstärken.
Aber am 20. September 1792 musste der Herzog von Braunschweig nach der vergeblichen Kanonade von Valmy nach acht Tagen von dort wieder abziehen, was die Moral der Belagerten in Thionville wieder steigerte. Der französische General Adam-Philippe de Custine nutzte die Abwesenheit des Schutzes für Speyer, die Magazine zu erobern. Der Mangel an Nachschub und der Widerstand der Franzosen bewogen die Preußen abzuziehen, die Truppen mussten sich über Luxemburg bis nach Koblenz zurückziehen. Dadurch wurde General Wallis gezwungen die Blockade von Thionville aufzuheben, die Truppen zogen am 17. Oktober ab. Die Österreicher zogen über Luxemburg nach Trier, um den Rückzug der Preußen zu decken.